# Saiichi Maruya
 (août 2016).
Saiichi Maruya (丸谷 才一, Maruya Saiichi), né le 27 août 1925, et mort le 13 octobre 2012, de son vrai nom Saiichi Nemura, est un écrivain, traducteur et essayiste japonais.

## Élément biographiques
Il naît le 27 août 1925  à  Tsuruoka, dans la préfecture de Yamagata, d'un père médecin. Le premier événement marquant est sa mobilisation, en 1945, dans l'armée japonaise, alors qu'il est encore étudiant. Il vit les derniers mois de la guerre et la défaite du Japon. Cette expérience fondamentale est à l'origine d'un profond antimilitarisme qui se retrouvera de manière récurrente dans l'ensemble de son œuvre.
La guerre finie, il reprend ses études à Niigata, puis en 1947 entre à l'Université de Tokyo au département de littérature anglaise. C'est là qu'il découvre James Joyce dont l’œuvre aura une profonde influence sur son écriture. Ses études terminées, il enseigne la littérature anglaise à l'Université Kokugakuin  puis à l'Université de Tokyo.

## Œuvre
Son premier roman paraît en 1958 : Ehoba No kao O sakete (エホバ の 顔 を さけて, lit. Fuyant de devant Jéhovah) : l'histoire, inspirée du Livre de Jonas, révèle d'emblée sa maîtrise certaine de la composition et de l'écriture et l'influence de Joyce.

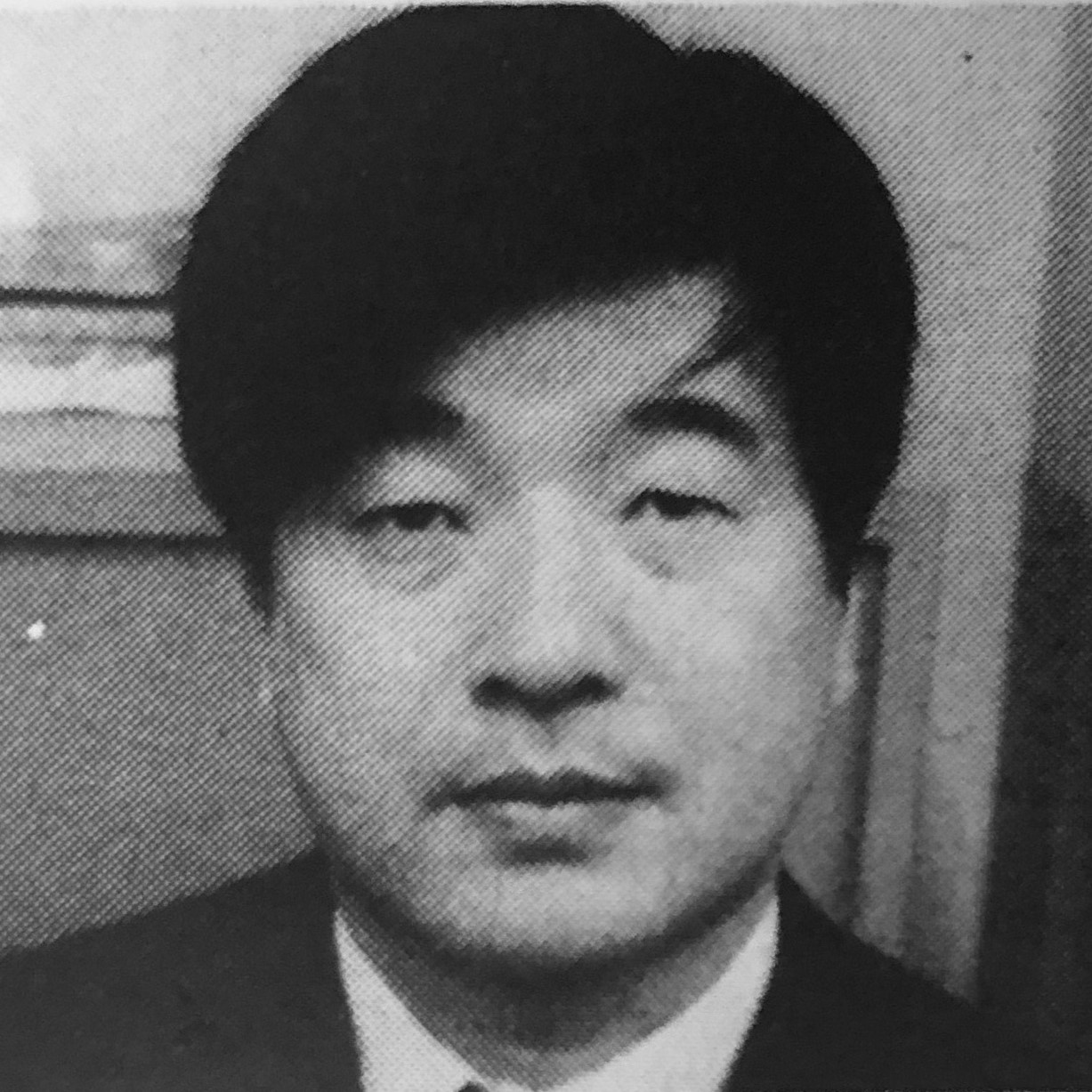
Saiichi Maruya en 1966.

Paraissent ensuite Kanata he (彼方 へ, lit. Là-bas) en 1962, puis Sasamakura (笹まくら, lit. Oreiller de joncs) en 1966. Dans cet ouvrage, Maruya propose une savante construction littéraire, fondée sur un va-et-vient entre passé et présent, en alternant le récit des souvenirs d'un objecteur de conscience, Shokichi Hamada, qui choisit de déserter pendant la guerre, et l'évocation de la société de l'après-guerre.
En 1968, Maruya remporte le prix Akutagawa pour Toshi No nokori (年 の 残り, lit. Le reste de l'année). En 1972, il publie Rébellions solitaires, roman considéré comme l'une de ses œuvres les plus abouties et  pour laquelle il remporte le Prix Tanizaki. Ce roman évoque l'histoire d'un homme d'âge mûr sans histoire qui voit sa vie bouleversée le jour où il est contraint d'épouser sa maîtresse, de vingt ans sa cadette. Derrière cette histoire volontiers ironique, Maruya développe une vision sans concession de la société japonaise et une réflexion sur l'équilibre précaire entre héritage du passé et modernité, tradition et rupture.
Il est également traducteur, notamment de Graham Greene, Edgar Poe, mais surtout de Joyce dont il traduit, en 1964, Ulysse, en collaboration avec Takamatsu Yūichi et Nagai Reiji, et Portrait de l'artiste en jeune homme en 1969.
Il est également l'auteur d'une œuvre importante de critique et d'essayiste, réunie dans plusieurs volumes, dans lesquels il aborde la littérature classique japonaise, dont il est un fin connaisseur  ou des questions linguistiques ou historiques : Go-Toba In (後鳥羽 院, lit. The Retired Emperor Go-Toba, 1973), Nihon bungakushi hayawakari (日本 文学史 早わかり, lit. A Quick Guide to Japanese Literary History, 1976), Asobi jikan (遊び 時間, lit. Play Time, 1976) ou Chūshingura to wa nani ka (忠臣蔵 と は 何 か, lit. What Is the Chūshingura ?, 1984).
Dans Bungei hyōron shū nashi no tsubute (文芸評論集梨のつぶて, lit. Questions sans réponse), paru en 1966, il propose une étude de la littérature japonaise considérée dans ses relations avec le reste du monde et la question des rapports entre écriture d'avant-garde et culture classique.
En 2011, il reçoit l'Ordre de la culture pour sa contribution à la littérature japonaise.

## Liste des œuvres traduites en français
- 1967 : Le Cadeau (贈り物), dans Amours - Anthologie de nouvelles japonaises contemporaines Tome 3, nouvelle traduite par Jean-Jacques Tschudin, Éditions du Rocher, 2008.
- 1972 : Rébellions solitaires (たった一人の反乱), roman traduit par Catherine Ancelot, Éditions Robert Laffont, 1991.
- 1973 : Dôgenzaka (道玄坂), dans Anthologie de nouvelles japonaises contemporaines (Tome II), nouvelle traduite par Alain Rocher, Gallimard, 1989.
- 1988 et 1975 : L'Ombre des arbres (樹影譚), suivi de Bourrasques de pluie (横しぐれ), deux nouvelles traduites par Aude Fieschi, Editions Philippe Picquier, 1993.

## Éléments bibliographiques
- La Littérature japonaise, Jean-Jacques Tschudin, Daniel Struve, PUF, 2007
- Dawn to the West: Japanese Literature in the Modern Era: Poetry, Drama, Criticism, Donald Keene, Columbia University Press, 1999